# 四明山枪修总所旧址
四明山枪修总所旧址，又称四明山区革命战争枪修总所，位于中国浙江省宁波市海曙区龙观乡龙谷村下茶耷西南五龙潭风景区内，主要由二处天然山洞组成，第一处山洞位于纪念碑后的山坡上，为一排坐东朝西的三个洞口组群，第二处山洞位于山坡以南沿溪100米东侧，坐西朝南，成望远镜状，但左大右小，为抗日战争及解放战争期间地下武装修理枪械的场所，2001年7月抗日战争、解放战争革命遗址纪念碑在此树立，2005年在此设立龙观革命史迹陈列室，2010年公布为鄞州区文物保护单位:388，2011年龙观革命史迹陈列馆搬离此地，2018年12月28日因行政区划调整公布为海曙区文物保护单位。